# Nessuno mi crederà
Nessuno mi crederà (They Won't Believe Me) è un film del 1947 diretto da Irving Pichel.

## Trama
Nel corso del processo in cui deve difendersi dall'accusa di uxoricidio, Larry Ballantine racconta gli avvenimenti accaduti nell'ultimo periodo della sua vita. Costretto dalla moglie Greta a lasciare Janice, la sua amante, Larry aveva iniziato una relazione con Verna, la quale, morta in un incidente d'auto, era stata scambiata per sua moglie. Questo fatto gli avrebbe consentito di sopprimere la vera consorte per ereditarne il denaro, se Larry non l'avesse già trovata vittima del suicidio cui l'aveva spinta la scoperta del suo nuovo tradimento. Agli occhi della legge, Larry Ballantine potrebbe dunque essere colpevole di due omicidi e solo il ritorno di Janice sembra dargli qualche possibilità di discolparsi.

## Produzione
Il film fu prodotto dalla RKO Radio Pictures che chiese in prestito l'attrice Susan Hayward alla compagnia di produzione di Walter Wanger che l'aveva sotto contratto.

## Distribuzione
Distribuito dalla RKO Radio Pictures, il film fu presentato in prima il 16 luglio 1947.